# 绢毛山野豌豆
绢毛山野豌豆（学名：Vicia amoena var. sericea）为豆科野豌豆属下的一个变种。